# أبريل 2009
أبريل 2009 هو الشهر الرابع من عام 2009. بدأ الشهر يوم الأربعاء، وانتهى يوم الخميس بعد 30 يومًا.

## بوابة:أحداث جارية
| \| 1 أبريل 2009 (الأربعاء) \| عدل \| تاريخ \| راقب \| تصفح \| |     |       |      |      |
| - الرئيس الإسرائيلي شمعون بيريز يقول لرئيس الوزراء الجديد بنيامين نتنياهو إن العالم يؤيد مبدأ إقامة الدولة الفلسطينية المستقلة وهو مبدأ لم يدخل ضمن البرنامج المعلن للحكومة الإسرائيلية الجديدة (بي بي سي) - وزير خارجية إسرائيل أفيجدور ليبرمان يعلن أن بلاده غير ملزمة باتفاق أنابوليس مع الفلسطينيين الذي تم التوصل إليه خلال مؤتمر أنابوليس للسلام في 27 نوفمبر 2007 حول قيام دولة فلسطينية (العربية) - مظاهرات في لندن قمة قمة العشرين والرئيس الأمريكي باراك أوباما يدعو لجبهة موحدة ضد الأزمة المالية وسط إنتقادات للرئيس الفرنسي نيكولا ساركوزي (في الصورة) حول البيانات الختامية لقمة مجموعة العشرين (العربية) |     |       |      |      |
| 1 أبريل 2009 (الأربعاء) | عدل | تاريخ | راقب | تصفح |

| 1 أبريل 2009 (الأربعاء) | عدل | تاريخ | راقب | تصفح |

| \| 2 أبريل 2009 (الخميس) \| عدل \| تاريخ \| راقب \| تصفح \| |     |       |      |      |
| - قمة مجموعة العشرين المنعقدة في لندن تقر خطة لإنعاش الاقتصاد العالمي بترليون دولار-(سي إن إن) - وزير خارجية إسرائيل الجديد أفيجدور ليبرمان (في الصورة) يستبعد أي انسحاب إسرائيلي من هضبة الجولان السورية المحتلة منذ عام 1967 (بي بي سي) - الجيش الإسرائيلي يقوم بحمله إعتقالات وفرض حظر التجول بعد هجوم على مستوطنة قرب الخليل تبنته حركة الجهاد الإسلامي الفلسطينية (الجزيرة) - تعليق المحادثات بين حركتي حماس وفتح في القاهرة إلى وقت لاحق دون التوصل لاتفاق (رويترز) - استجواب وزير خارجية إسرائيل أفيجدور ليبرمان بتهمة الرشوة وغسيل الأموال (العربية) |     |       |      |      |
| 2 أبريل 2009 (الخميس) | عدل | تاريخ | راقب | تصفح |

| 2 أبريل 2009 (الخميس) | عدل | تاريخ | راقب | تصفح |

| \| 3 أبريل 2009 (الجمعة) \| عدل \| تاريخ \| راقب \| تصفح \| |     |       |      |      |
| - الرئيس الأمريكي باراك أوباما يقول إن أوروبا أكثر عرضة لهجوم من تنظيم القاعدة من الولايات المتحدة لأنها أقرب جغرافياً إلى المنطقة التي ينشط فيها التنظيم. (بي بي سي) - تعيين اليهودي ريتشارد غولدستون (في الصورة) لترأس اللجنة الدولية للتحقيق في اتهام القوات الإسرائيلية بارتكاب جرائم حرب في الحرب الأخيرة على غزة. (الجزيرة) - إطلاق نار في أحد المباني الحكومية في نيويورك يؤدي إلى مقتل 13 شخص على الأقل وإصابة 12 آخرين.-(سي إن إن) |     |       |      |      |
| 3 أبريل 2009 (الجمعة) | عدل | تاريخ | راقب | تصفح |

| 3 أبريل 2009 (الجمعة) | عدل | تاريخ | راقب | تصفح |

| \| 4 أبريل 2009 (السبت) \| عدل \| تاريخ \| راقب \| تصفح \| |     |       |      |      |
| - قادة الدول الأعضاء في حلف شمال الأطلسي - الناتو يقرون إرسال أكثر من ثلاثة آلاف جندي إضافي إلى أفغانستان بالإضافة إلى 400 شرطي وذلك لتدريب قوات الأمن الأفغانية.-(سي إن إن) - قوات الأمن الإسرائيلية تقتل فلسطينية مسلحة في مواجهة جنوب إسرائيل. (بي بي سي) - رئيس الهيئة التنفيذية للقوات اللبنانية سمير جعجع (في الصورة) يرفض الاعتراف بسلاح غير سلاح الدولة. (بي بي سي) - مقتل ستة جنود على الأقل وجرح خمسة آخرون في هجوم بقنبلة على مركز للشرطة في العاصمة الباكستانية إسلام أباد. (بي بي سي) - زلزال عنيف بقوة 6,5 على مقياس ريختر يضرب جزيرة سولاويزي في إندونيسيا. (بي بي سي) |     |       |      |      |
| 4 أبريل 2009 (السبت) | عدل | تاريخ | راقب | تصفح |

| 4 أبريل 2009 (السبت) | عدل | تاريخ | راقب | تصفح |

| \| 5 أبريل 2009 (الأحد) \| عدل \| تاريخ \| راقب \| تصفح \| |     |       |      |      |
| - مجلس الأمن يعقد جلسة استثنائية بطلب من اليابان لبحث مسألة إطلاق كوريا الشمالية لما تقول عنه إنه قمر صناعي بينما تقول اليابان إنه غطاء لصاروخ بعيد المدى وسط تنديد دولي ودعوات لضبط النفس-(سي إن إن) - الرئيس الأمريكي باراك أوباما (في الصورة) يتعهد بتقليص ترسانة بلاده النووية خلال أربعة أعوام ويعلن أن الولايات المتحدة ستقود مشروعاً للحد من انتشار الأسلحة النووية-(سي إن إن) - قائد شرطة دبي الفريق ضاحي خلفان تميم يوجه الاتهام لنائب رئيس الوزراء الشيشاني آدم دليمخانوف بالوقوف وراء اغتيال الزعيم العسكري الشيشاني سليم يامادايف (بي بي سي) - النواب المنتمون لجماعة الإخوان المسلمون في مصر يؤيدون الدعوة للإضراب العام غداً ويعلنون إنساحبهم من جلسة مجلس الشعب المقرره غداً (رويترز) |     |       |      |      |
| 5 أبريل 2009 (الأحد) | عدل | تاريخ | راقب | تصفح |

| 5 أبريل 2009 (الأحد) | عدل | تاريخ | راقب | تصفح |

| \| 6 أبريل 2009 (الإثنين) \| عدل \| تاريخ \| راقب \| تصفح \| |     |       |      |      |
| - رئيس الوزراء الإيطالي سيلفيو برلسكوني (في الصورة) يعلن حالة الطوارئ في محافظة أبروزو بعد الزلزال الذي ضرب وسط إيطاليا وتسبب في قتل ما لا يقل عن 150 شخصاً (الجزيرة) - سقوط أكثر من 34 قتيل وما يقارب 130 جريح في سلسلة تفجيرات دامية هزت مناطق متفرقة من بغداد (الجزيرة) - الرئيس الأمريكي باراك أوباما يدعم من أنقرة قيام دولة فلسطينية ويتحدث بنبرة تصالحية مع المسلمين (رويترز) |     |       |      |      |
| 6 أبريل 2009 (الإثنين) | عدل | تاريخ | راقب | تصفح |

| 6 أبريل 2009 (الإثنين) | عدل | تاريخ | راقب | تصفح |

| \| 7 أبريل 2009 (الثلاثاء) \| عدل \| تاريخ \| راقب \| تصفح \| |     |       |      |      |
| - الرئيس الأمريكي باراك أوباما يقوم بزيارة مفاجئة للعراق ويجتمع مع العسكريين الأمريكيين والزعماء العراقيين ويحذر من من الأشهر الثمانية عشر المقبلة بأنها قد تشكل خطراً على العراق (العربية) - رئيس الوزراء اللبناني فؤاد السنيورة (في الصورة) يترشح للانتخابات النيابية في صيدا ما يؤشر إلى معركة حامية في عاصمة الجنوب (العربية) - محكمة التمييز العراقية تخفف الحكم الصادر على الصحفي منتظر الزيدي إلى سنة واحدة وذلك كونه شاباً في مقتبل العمر ولم يرتكب جريمة سابقاً (العربية) |     |       |      |      |
| 7 أبريل 2009 (الثلاثاء) | عدل | تاريخ | راقب | تصفح |

| 7 أبريل 2009 (الثلاثاء) | عدل | تاريخ | راقب | تصفح |

| \| 8 أبريل 2009 (الأربعاء) \| عدل \| تاريخ \| راقب \| تصفح \| |     |       |      |      |
| - النائب العام المصري يتهم حزب الله اللبناني بالتخطيط للقيام بعمليات عدائية داخل مصر وتدريب عناصر مدفوعة من الخارج على إعداد العبوات المفرقعة لاستخدامها في تلك العمليات (العربية) - القضاء اللبناني يرفع يده عن ملف اغتيال رفيق الحريري ويسلمه للمحكمة الدولية الخاصة بلبنان ويقرر إبقاء الضباط الأربعة الموقوفين في السجن (العربية) - رئيس المجلس العسكري الموريتاني محمد ولد عبد العزيز يعتزم الترشح للانتخابات الرئاسية التي ستجرى في 6 يونيو (العربية) |     |       |      |      |
| 8 أبريل 2009 (الأربعاء) | عدل | تاريخ | راقب | تصفح |

| 8 أبريل 2009 (الأربعاء) | عدل | تاريخ | راقب | تصفح |

| \| 9 أبريل 2009 (الخميس) \| عدل \| تاريخ \| راقب \| تصفح \| |     |       |      |      |
| - الجزائريون يتوجهون إلى صناديق الإقتراع لانتخاب رئيس جديد من بين 6 مرشحين بينهم الرئيس المنتهية ولايته عبد العزيز بوتفليقة (في الصورة) وامرأه وسط ترجيحات بحصول بوتفليقة على ولاية ثالثة (العربية) - آلاف العراقيين يتظاهرون ضد الاحتلال بالذكرى السادسة لسقوط بغداد وهم يحملون الأعلام العراقية وصور زعيم التيار الصدري الذي نظم المظاهرة (العربية) |     |       |      |      |
| 9 أبريل 2009 (الخميس) | عدل | تاريخ | راقب | تصفح |

| 9 أبريل 2009 (الخميس) | عدل | تاريخ | راقب | تصفح |

| \| 10 أبريل 2009 (الجمعة) \| عدل \| تاريخ \| راقب \| تصفح \| |     |       |      |      |
| - الإعلان عن فوز الرئيس الجزائري عبد العزيز بوتفليقة بفترة رئاسية جديدة بعد حصوله على 90,24% من الأصوات في الانتخابات التي جرت يوم أمس والأمين العام لحزب العمال الجزائري لويزة حنون تحل ثانياً بنسبه 4,22% من الأصوات (بي بي سي) - أمين عام حزب الله حسن نصر الله (في الصورة) ينفي بشكل قاطع وجود نية للحزب لزعزعة أمن مصر مع اعترافه بإنتماء أحد المعتقلين لحزبه (العربية) - مقتل 5 جنود أمريكيين بهجوم إنتحاري استهدف مقراً للشرطة العراقية (العربية) |     |       |      |      |
| 10 أبريل 2009 (الجمعة) | عدل | تاريخ | راقب | تصفح |

| 10 أبريل 2009 (الجمعة) | عدل | تاريخ | راقب | تصفح |

| \| 11 أبريل 2009 (السبت) \| عدل \| تاريخ \| راقب \| تصفح \| |     |       |      |      |
| - وزراء خارجية الدول العربية يحملون ملك الأردن عبد الله الثاني بن الحسين (في الصورة) رسالة خطية إلى الرئيس الأمريكي باراك أوباما يبينون له فيها أن لا سلام مع إسرائيل بدون مبادرة السلام العربية وحل الدولتين-(سي إن إن) - السلطات اليمنية تكشف عن إحباط عدد من العمليات الإرهابية كان يخطط تنظيم القاعدة لتنفيذها-(سي إن إن) - الأمين العام لحزب العمال الجزائري المعارض لويزة حنون ترفض النتائج الرسمية للانتخابات الرئاسية التي أكدت فوز الرئيس عبد العزيز بوتفليقة منددة بما إعتبرته مخالفات وعمليات تزوير في هذه الانتخابات (بي بي سي) - حزب المؤتمر الشعبي السوداني بقيادة حسن الترابي يدعو إلى تشكيل حكومة انتقالية لضمان أن تكون انتخابات الرئاسة والانتخابات البرلمانية المقررة في فبراير 2010 حرة ونزيهة (رويترز) - الدول الخمس دائمة العضوية في مجلس الأمن واليابان يتفقون على مشروع بيان بشأن إطلاق كوريا الشمالية لصاروخ بعيد المدى (رويترز) |     |       |      |      |
| 11 أبريل 2009 (السبت) | عدل | تاريخ | راقب | تصفح |

| 11 أبريل 2009 (السبت) | عدل | تاريخ | راقب | تصفح |

| \| 12 أبريل 2009 (الأحد) \| عدل \| تاريخ \| راقب \| تصفح \| |     |       |      |      |
| - رئيس السلطة الفلسطينية محمود عباس (في الصورة) يتصل برئيس الوزراء الإسرائيلي بنيامين نتنياهو للمرة الأولى منذ تولي هذا الأخير رئاسة الحكومة ويدعوه للعمل معاً على تحقيق تقدم في عملية السلام (بي بي سي) - إعلان حالة الطوارئ في تايلند والجيش ينتشر في شوارع بانكوك وذلك بعد ازدياد الاحتجاجات المناهضة للحكومة (بي بي سي) |     |       |      |      |
| 12 أبريل 2009 (الأحد) | عدل | تاريخ | راقب | تصفح |

| 12 أبريل 2009 (الأحد) | عدل | تاريخ | راقب | تصفح |

| \| 13 أبريل 2009 (الإثنين) \| عدل \| تاريخ \| راقب \| تصفح \| |     |       |      |      |
| - إصابة سائح إسرائيلي في سيناء بجروح بعد أيام من تحذيرات أطلقتها إسرائيل لرعاياها للمغادرة وتبادل لإطلاق النار بين الشرطة المصرية وبدو بوسط سيناء أثناء تفتيش منازلهم بحثاً عمن يشتبه بعضويتهم في خلية حزب الله (العربية) - مقتل أربعة جنود لبنانيين في هجوم على دورية للجيش في البقاع (رويترز) |     |       |      |      |
| 13 أبريل 2009 (الإثنين) | عدل | تاريخ | راقب | تصفح |

| 13 أبريل 2009 (الإثنين) | عدل | تاريخ | راقب | تصفح |

| \| 14 أبريل 2009 (الثلاثاء) \| عدل \| تاريخ \| راقب \| تصفح \| |     |       |      |      |
| - وزير الخارجية المصري أحمد أبو الغيط يتهم إيران بإختراق مصر عبر حزب الله ومصر تنذر حزب الله بإحترام سيادتها وتهدده بعمليات نوعية ضده (العربية) - كوريا الشمالية توقف كافة أشكال التعاون مع الوكالة الدولية للطاقة الذرية التابعة للأمم المتحدة وتطلب من مفتشي الوكالة مغادرة أراضيها (بي بي سي) - الرئيس الكوبي السابق فيدل كاسترو (في الصورة) يقول إن التحول في السياسة الأمريكية تجاه كوبا لم يشر من قريب أو بعيد إلى الإجراءات القاسية المتمثلة في الحصار الاقتصادي المفروض عليها منذ نحو 47 عاماً-(سي إن إن) |     |       |      |      |
| 14 أبريل 2009 (الثلاثاء) | عدل | تاريخ | راقب | تصفح |

| 14 أبريل 2009 (الثلاثاء) | عدل | تاريخ | راقب | تصفح |

| \| 15 أبريل 2009 (الأربعاء) \| عدل \| تاريخ \| راقب \| تصفح \| |     |       |      |      |
| - الرئيس الإيراني أحمدي نجاد (في الصورة) يعلن أن بلاده ستقدم قريباً للدول الكبرى عرضًا لحل النزاع حول برنامجها النووي. (بي بي سي) - محكمة سودانية خاصة تصدر أحكاماً بالإعدام على عشرة من مقاتلي حركة العدل والمساواة في إقليم دارفور لدورهم في الهجوم الذي نفذته الحركة على العاصمة السودانية الخرطوم في 10 مايو 2008. (بي بي سي) - وزارة الدفاع الفرنسية تعلن أن فرقاطة فرنسية اعتقلت 11 قرصان صومالي في المحيط الهندي بعد إحباطها هجومًا على سفينة تجارية ترفع علم ليبيريا. (بي بي سي) |     |       |      |      |
| 15 أبريل 2009 (الأربعاء) | عدل | تاريخ | راقب | تصفح |

| 15 أبريل 2009 (الأربعاء) | عدل | تاريخ | راقب | تصفح |

| \| 16 أبريل 2009 (الخميس) \| عدل \| تاريخ \| راقب \| تصفح \| |     |       |      |      |
| - رئيس الوزراء الإسرائيلي بنيامين نتنياهو يطلب من الفلسطينيين الاعتراف بإسرائيل دولة للشعب اليهودي وذلك خلال لقائه مع المبعوث الأمريكي الخاص إلى الشرق الأوسط جورج ميتشل (في الصورة) الذي أكد التزام الولايات المتحدة بإقامة دولة فلسطينية (العربية) - فشل محاولة قام بها مستوطنون ومتطرفون يهود لإقتحام المسجد الأقصى (الجزيرة) - رئيس المجلس العسكري الحاكم في موريتانيا محمد ولد عبد العزيز يستقيل من منصبة تمهيداً للترشح للانتخابات الرئاسية (الجزيرة) |     |       |      |      |
| 16 أبريل 2009 (الخميس) | عدل | تاريخ | راقب | تصفح |

| 16 أبريل 2009 (الخميس) | عدل | تاريخ | راقب | تصفح |

| \| 17 أبريل 2009 (الجمعة) \| عدل \| تاريخ \| راقب \| تصفح \| |     |       |      |      |
| - السناتور الأمريكي جون كيري يرى إن إتهامات جرائم الحرب التي وجهتها المحكمة الجنائية الدولية ضد الرئيس السوداني عمر البشير لا يجب أن توقف الجهود الرامية لحل الصراع في دارفور (رويترز) - الرئيس الروسي ديمتري ميدفيديف (في الصورة) يقول إن المناورات العسكرية لحلف شمال الأطلسي المقررة الشهر المقبل في جورجيا خطيرة وستعوق جهود إعادة بناء العلاقات بينهما (رويترز) - وزيرة الخارجية الأمريكية هيلاري كلينتون تعترف بفشل السياسة الأمريكية تجاه كوبا منذ خمسين عاماً وترحب بالدعوة لإجراء حوار مع القيادة الكوبية (بي بي سي) |     |       |      |      |
| 17 أبريل 2009 (الجمعة) | عدل | تاريخ | راقب | تصفح |

| 17 أبريل 2009 (الجمعة) | عدل | تاريخ | راقب | تصفح |

| \| 18 أبريل 2009 (السبت) \| عدل \| تاريخ \| راقب \| تصفح \| |     |       |      |      |
| - الرئيس المصري محمد حسني مبارك (في الصورة) يؤكد خلال اجتماعه مع المبعوث الأمريكي إلى الشرق الأوسط جورج ميتشل أن لا بديل عن إقامة دولتين فلسطينية وإسرائيلية لتحقيق الاستقرار في المنطقة (بي بي سي) - مسئول عراقي يعلن اعتقال أمير تنظيم القاعدة وثلاثة من مساعديه في البصرة جنوب العراق (بي بي سي) - السلطات المصرية تفتح معبر رفح الحدودي مع قطاع غزة أمام مئات الفلسطينيين للمرور في الإتجاهين (بي بي سي) - البرلمان الإنتقالي الصومالي يقر بالإجماع مشروع قانوني حكومي لتطبيق أحكام الشريعة الإسلامية في البلاد (بي بي سي) - رئيس الوزراء العراقي نوري المالكي يجدد دعوة تعديل الدستور ويدعو دول الجوار لوقف أي تجاوزات من أراضيها تجاه العراق (رويترز) |     |       |      |      |
| 18 أبريل 2009 (السبت) | عدل | تاريخ | راقب | تصفح |

| 18 أبريل 2009 (السبت) | عدل | تاريخ | راقب | تصفح |

| \| 19 أبريل 2009 (الأحد) \| عدل \| تاريخ \| راقب \| تصفح \| |     |       |      |      |
| - رئيس كتلة جبهة التوافق في مجلس النواب العراقي إياد السامرائي يفوز بمنصب رئاسة البرلمان بعد جدل دام أكثر من أربعة أشهر بعد استقالة سلفه محمود المشهداني (بي بي سي) - البابا بيندكتوس السادس عشر (في الصورة) يستنكر مقاطعة بعض الدول لمؤتمر الأمم المتحدة حول العنصرية والذي سيعقد في مقر المنظمة في جينيف (بي بي سي) - الرئيس الفنزويلي هوغو تشافيز يعلن إعادة سفير بلاده إلى الولايات المتحدة وذلك أثناء قمة الأمريكتين المنعقدة في ترينداد وتوباغو (بي بي سي) |     |       |      |      |
| 19 أبريل 2009 (الأحد) | عدل | تاريخ | راقب | تصفح |

| 19 أبريل 2009 (الأحد) | عدل | تاريخ | راقب | تصفح |

| \| 20 أبريل 2009 (الإثنين) \| عدل \| تاريخ \| راقب \| تصفح \| |     |       |      |      |
| - كلمة الرئيس الإيراني أحمدي نجاد في مؤتمر العنصرية الذي تعقده الأمم المتحدة تثير إحتجاجات وإنسحابات وذلك عندما شن هجوماً على الولايات المتحدة وإسرائيل مما دفع أحد المحتجين لرميه بحبة طماطم (العربية) - إسرائيل تستدعي سفيرها لدى سويسرا إحتجاجاً على مؤتمر العنصرية (رويترز) - رئيس الوزراء الإسرائيلي بنيامين نتنياهو ينفي وضعه شروط مسبقة للمحادثات مع الفلسطينيين (رويترز) |     |       |      |      |
| 20 أبريل 2009 (الإثنين) | عدل | تاريخ | راقب | تصفح |

| 20 أبريل 2009 (الإثنين) | عدل | تاريخ | راقب | تصفح |

| \| 21 أبريل 2009 (الثلاثاء) \| عدل \| تاريخ \| راقب \| تصفح \| |     |       |      |      |
| - الرئيس الأمريكي باراك أوباما يدعو محمود عباس وبنيامين نتنياهو ومحمد حسني مبارك إلى مباحثات منفصلة خلال الأسابيع القليلة القادمة حول عملية السلام في الشرق الأوسط (بي بي سي) - المفوضة العليا لحقوق الإنسان في الأمم المتحدة تقول إن تبني الإعلان النهائي لمؤتمر مناهضة العنصرية سيكون رداً على إتهام الرئيس الإيراني أحمدي نجاد لإسرائيل (بي بي سي) - روسيا تبلغ حلف شمال الأطلسي بأنها لن تشارك في اجتماع مع القادة العسكريين للحلف الشهر القادم لكنها تلتزم بخطط استئناف العلاقات السياسية الرسمية (رويترز) |     |       |      |      |
| 21 أبريل 2009 (الثلاثاء) | عدل | تاريخ | راقب | تصفح |

| 21 أبريل 2009 (الثلاثاء) | عدل | تاريخ | راقب | تصفح |

| \| 22 أبريل 2009 (الأربعاء) \| عدل \| تاريخ \| راقب \| تصفح \| |     |       |      |      |
| - وزيرة الخارجية الأمريكية هيلاري كلينتون (في الصورة) تقول أن الولايات المتحدة تعتزم تشديد العقوبات على إيران في حالة فشل الدبلوماسية الأمريكية والأوروبية المباشرة في التوصل إلى حل سلمي للبرنامج النووي الإيراني (بي بي سي) - الناخبون في جنوب أفريقيا يدلون بأصواتهم في الانتخابات العامة الرابعة منذ انتهاء سياسة الفصل العنصري وتوقعات بفوز حزب المؤتمر الوطني الأفريقي الحاكم (بي بي سي) - جنرال في الجيش الإسرائيلي يقول إن تحقيقاً داخلياً أجرته القوات المسلحة في سلوك حرب قطاع غزة لم يتوصل إلى دليل على سوء سلوك خطير إرتكبته القوات التي تصرفت في إطار القانون الدولي (رويترز) - رئيس كوسوفو فاتمير سيديو يعلن أن بلاده طلبت من الأمم المتحدة أن تنهى مهمتها في البلاد لأن وجودها أصبح غير ضروري بعد عام من استقلالها عن جمهورية صربيا (رويترز) |     |       |      |      |
| 22 أبريل 2009 (الأربعاء) | عدل | تاريخ | راقب | تصفح |

| 22 أبريل 2009 (الأربعاء) | عدل | تاريخ | راقب | تصفح |

| \| 23 أبريل 2009 (الخميس) \| عدل \| تاريخ \| راقب \| تصفح \| |     |       |      |      |
| - قوات الأمن العراقية تعتقل أمير دولة العراق الإسلامية أبو عمر البغدادي الذي يتزعم إئتلاف مجموعة مرتبطة بتنظيم القاعدة (العربية) - وزيرة الخارجية الأمريكية هيلاري كلينتون تحذر الحكومة الإسرائيلية من إنها تغامر بفقدان التأييد العربي في مواجهة أي تهديدات من إيران إذا تجنبت محادثات السلام مع الفلسطينيين (رويترز) - حزب المؤتمر الوطني الأفريقي يتصدر الانتخابات في جنوب أفريقيا والآلاف يحتفلون مع زعيم الحزب جاكوب زوما (في الصورة) (رويترز) |     |       |      |      |
| 23 أبريل 2009 (الخميس) | عدل | تاريخ | راقب | تصفح |

| 23 أبريل 2009 (الخميس) | عدل | تاريخ | راقب | تصفح |

| \| 24 أبريل 2009 (الجمعة) \| عدل \| تاريخ \| راقب \| تصفح \| |     |       |      |      |
| - الشرطة العراقية تعلن عن مقتل 60 في تفجير لانتحاريتان بالقرب من أحد مراقد أئمة الشيعة وذلك في أعنف هجوم منذ يونيو 2008 (رويترز) - وزير خارجية الإسرائيلي أفغدور ليبرمان يقول إن إيران تشكل أكبر عائق لعملية السلام في الشرق الأوسط (بي بي سي) - جنرال موتورز تعلن إنها سنخفض الإنتاج خلال الأشهر الثلاثة المقبلة وذلك لحين بيع مخزونها من السيارات والشاحنات وإنها ستغلق 13 مصنع تجميع في الولايات المتحدة وكندا من أصل 20 مصنع مما سيقلص الإنتاج بواقع 190 ألف سيارة في ربعي السنة الثاني والثالث-(سي إن إن) - إيرادات ميكروسوفت تتراجع لأول مرة في تاريخها-(سي إن إن) |     |       |      |      |
| 24 أبريل 2009 (الجمعة) | عدل | تاريخ | راقب | تصفح |

| 24 أبريل 2009 (الجمعة) | عدل | تاريخ | راقب | تصفح |

| \| 25 أبريل 2009 (السبت) \| عدل \| تاريخ \| راقب \| تصفح \| |     |       |      |      |
| - لبنان تكتشف شبكة تجسس جديدة تعمل لصالح الموساد الإسرائيلي على ارتباط بشبكة سابقة متهم فيها عميد سابق في الأمن الداخلي (العربية) - المرشد الأعلى للثورة الإسلامية علي خامنئي (في الصورة) يتهم القوات الأمريكية في العراق بالتورط في سلسة التفجيرات الأخيرة التي قتل فيها عشرات الإيرانيين (بي بي سي) - وزيرة الخارجية الأمريكية هيلاري كلينتون تعد باستمرار الدعم الأمريكي للعراق حتى بعد انسحاب القوات الأمريكية (بي بي سي) - مسؤول عراقي يعلن اعتقال أمير تنظيم القاعدة وثلاثة من مساعديه في جنوب العراق (بي بي سي) - السلطات الأثيوبية تعلن إلقاء القبض على 35 شخص تقول إنهم خططوا لانقلاب للإطاحة بالحكومة (بي بي سي) - الإحتفال في العاصمة اللبنانية بيروت بإعلانها عاصمة عالمية للكتاب لعام 2009 من قبل منظمة اليونسكو (رويترز) |     |       |      |      |
| 25 أبريل 2009 (السبت) | عدل | تاريخ | راقب | تصفح |

| 25 أبريل 2009 (السبت) | عدل | تاريخ | راقب | تصفح |

| \| 26 أبريل 2009 (الأحد) \| عدل \| تاريخ \| راقب \| تصفح \| |     |       |      |      |
| - وزيرة خارجية الولايات المتحدة هيلاري كلينتون تزور لبنان وتطالب بتمكين الشعب من اختيار ممثلية بانتخابات شفافة ونزيهة وتعلن عن تواصل دعم صوت الاعتدال في لبنان بعد الانتخابات (بي بي سي) - تزايد ظهور حالات الإصابة بمرض أنفلونزا الخنازير ودول العالم ترفع درجة تأهبها استعداداً لمواجهة العدوى ومنظمة الصحة العالمية تدعو إلى اجتماع طارئ وتحذر من تحول المرض إلى وباء والولايات المتحدة تعلن حالة الطوارئ-(سي إن إن) |     |       |      |      |
| 26 أبريل 2009 (الأحد) | عدل | تاريخ | راقب | تصفح |

| 26 أبريل 2009 (الأحد) | عدل | تاريخ | راقب | تصفح |

| \| 27 أبريل 2009 (الإثنين) \| عدل \| تاريخ \| راقب \| تصفح \| |     |       |      |      |
| - بدأ الجولة الجديدة من محادثات المصالحة الفلسطينية في القاهرة واتفاقات السلام أهم قضايا الخلاف (بي بي سي) - الرئيس الباكستاني آصف علي زرداري (في الصورة) يستبعد إمكانية وقوع أسلحة بلاده النووية في أيدي حركة طالبان (بي بي سي) - منظمة الصحة العالمية تحذر من أن سلالة فيروس انفلونزا الخنازير تتغير بشكل سريع ويمكن أن تتحول لنمط أكثر خطورة (بي بي سي) |     |       |      |      |
| 27 أبريل 2009 (الإثنين) | عدل | تاريخ | راقب | تصفح |

| 27 أبريل 2009 (الإثنين) | عدل | تاريخ | راقب | تصفح |

| \| 28 أبريل 2009 (الثلاثاء) \| عدل \| تاريخ \| راقب \| تصفح \| |     |       |      |      |
| - الرئيس السوري بشار الأسد (في الصورة) يقول إنه لا يمكن تحقيق تقدم في عملية السلام مع إسرائيل إذا لم تعترف بحق بلاده في استعاده هضبة الجولان-(سي إن إن) - الشرطة اليمنية تلقي القبض على 51 شخص بتهمة المشاركة في أعمال شغب شهدتها عدة مدن جنوبي البلاد بمناسبة حلول الذكرى السنوية للحرب التي إندلعت بين شطري البلاد عام 1994 (بي بي سي) - القيادي في حركة حماس محمود الزهار يعلن إرجاء محادثات القاهرة بين حركتي فتح وحماس إلى منتصف الشهر المقبل وذلك لمناقشة مجموعة من الأفكار والأطروحات التي قدمتها مصر مع قيادات حركاتهم (رويترز) - القوات الباكستانية توسع عملياتها ضد طالبان (الجزيرة) - الرئيس الأمريكي باراك أوباما يختار العالم أحمد زويل ضمن مجلسه الإستشاري للعلوم والتكنولوجيا (العربية) |     |       |      |      |
| 28 أبريل 2009 (الثلاثاء) | عدل | تاريخ | راقب | تصفح |

| 28 أبريل 2009 (الثلاثاء) | عدل | تاريخ | راقب | تصفح |

| \| 29 أبريل 2009 (الأربعاء) \| عدل \| تاريخ \| راقب \| تصفح \| |     |       |      |      |
| - المحكمة الدولية الخاصة بلبنان تقرر إطلاق سراح الضباط الأربعة المحتجزين في قضية اغتيال رئيس الوزراء الأسبق رفيق الحريري (بي بي سي) - الجيش الباكستاني يعلن أن قواته سيطرت على البلدة الرئيسية في وادي بونر بعد إنزال قوات وراء خطوط حركة طالبان وقتلت 50 من مقاتلي الحركة في يومين من المعارك (رويترز) |     |       |      |      |
| 29 أبريل 2009 (الأربعاء) | عدل | تاريخ | راقب | تصفح |

| 29 أبريل 2009 (الأربعاء) | عدل | تاريخ | راقب | تصفح |

| \| 30 أبريل 2009 (الخميس) \| عدل \| تاريخ \| راقب \| تصفح \| |     |       |      |      |
| - إسرائيل تعلن إنها ستمنع الاتحاد الأوروبي من المشاركة في مفاوضات العملية السلمية في الشرق الأوسط إذا لم يتوقف الاتحاد عن انتقاد الحكومة الإسرائيلية (بي بي سي) - الناتو يطرد دبلوماسيين روس ووزارة الخارجية الروسية تصدر بيان تنتقد فيه عمليه الطرد (بي بي سي) - وزير الدفاع الأميركي روبرت غيتس (في الصورة) يقول في جلسة للكونغرس إن هناك 50 إلى 100 من معتقلي غوانتانامو يشكلون مشكلة أمام الولايات المتحدة لأنه لا يمكن محاكمتهم ولا الإفراج عنهم (العربية) - منظمة الصحة العالمية تدعو إلى الأستعداد لمواجهة وباء إنفلونزا الخنازير (العربية) |     |       |      |      |
| 30 أبريل 2009 (الخميس) | عدل | تاريخ | راقب | تصفح |

| 30 أبريل 2009 (الخميس) | عدل | تاريخ | راقب | تصفح |